# Parafia Podwyższenia Krzyża Pańskiego w Genewie
Parafia Podwyższenia Krzyża Pańskiego – parafia prawosławna w Genewie, najstarsza rosyjska parafia prawosławna na terytorium Szwajcarii. Obecnie jedna z sześciu parafii podlegających Rosyjskiemu Kościołowi Prawosławnemu poza granicami Rosji w tym kraju. Językiem liturgicznym parafii jest cerkiewnosłowiański, okazjonalnie również francuski.